# 水合溴醛
水合溴醛是一种有机溴化合物，化学式为C
2H
3Br
3O
2，它是水合氯醛的类似物。它由三溴乙醛和水反应得到，在蒸馏时又会分解为三溴乙醛和水。它具有催眠和镇痛功效，但在较低剂量下具有兴奋剂作用，其生理活性比水合氯醛更强，例如对心肌的直接作用。其阵痛作用归因于代谢产物三溴甲烷。